# Дашийн Балдандорж
Даши́йн Балдандо́рж (1894—1937) — первый начальник разведывательной службы Монголии. Руководитель и главное действующее лицо операции по устранению Джа-ламы.

## Биография
Балдандорж родился в 1894 году на территории нынешнего сомона Батсумбэр Центрального аймака. В 1921 году поступил в народное ополчение, участвовал в освобождении Алтан-Булака и Урги, после выполнял ответственную работу в Военном министерстве, участвовал в операциях на восточной границе. В 1921—1922 годах командовал полком в 1-й конной дивизии, был председателем ЦК Ревсомола.
В 1922 году с мая возглавлял комитет, занимавшийся образованием Службы внутренней охраны (Дотоодыг хамгаалах газар), разработал её устав, регламенты и прочую основную документацию. В 1922—1923 годах был первым начальником Службы внутренней охраны. Также стоял у истоков Организации государственной безопасности, руководил её первыми операциями и обучал первых сотрудников. Лично возглавил операцию по ликвидации Джа-ламы, планировавшего основать собственное государство на западной границе страны.
В апреле 1923 года постановлением правительства был назначен секретарём Военного совета, в течение четырёх месяцев с особой миссией посетил некоторые аймаки Внутренней Монголии.
С 1925 года работал секретарём монгольского посольства в СССР, в Министерстве народного хозяйства, начальником мясокомбината, инспектором по кооперативам. С 1933 года работал заместителем начальника улан-баторского городского кооператива. В 1937 году был расстрелян по обвинению в госизмене; в 1967 году реабилитирован.